# Cerámica armada

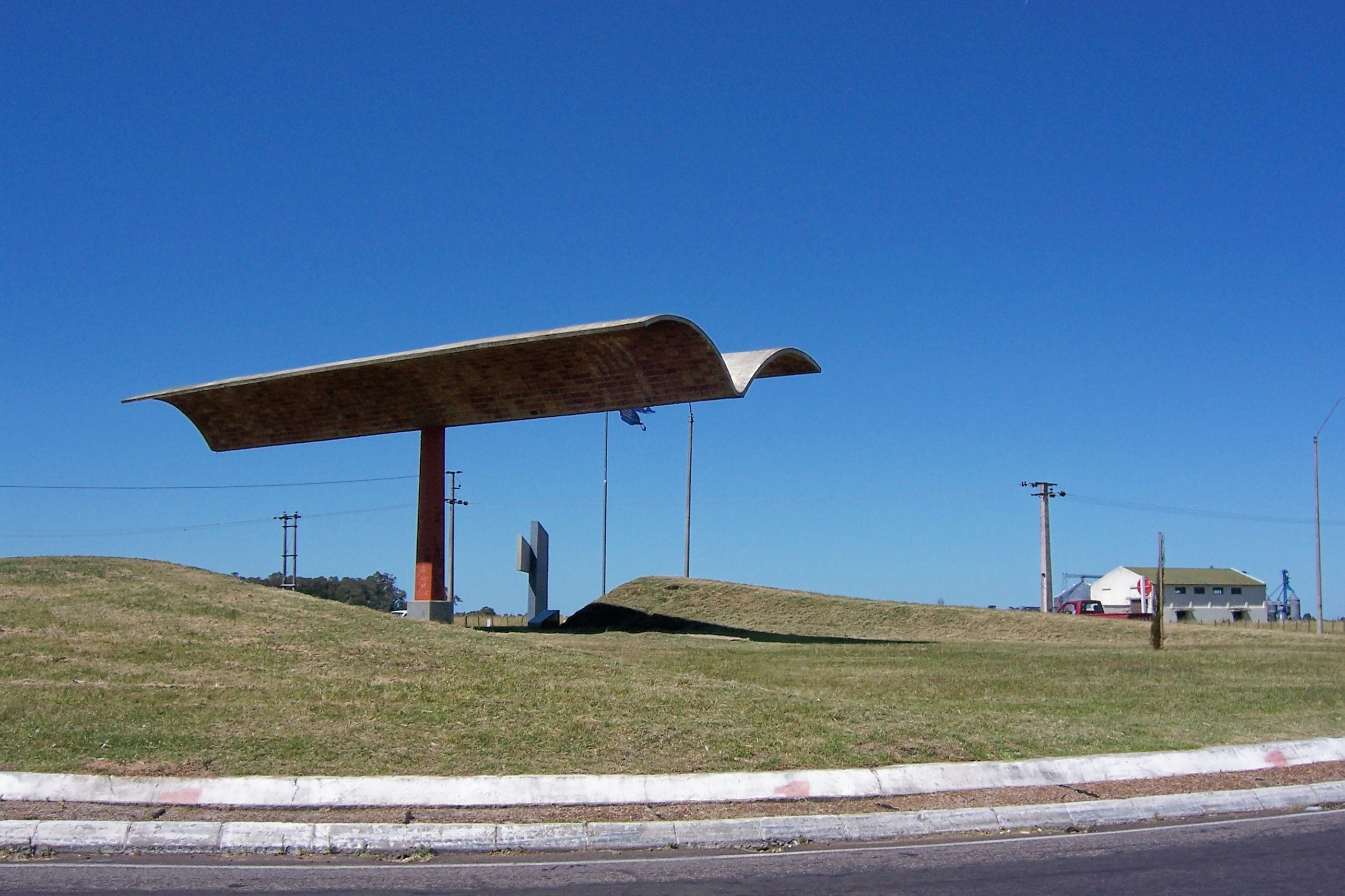
La versatilidad de la cerámica armada ejemplificada en el monumento a su inventor, Eladio Dieste.

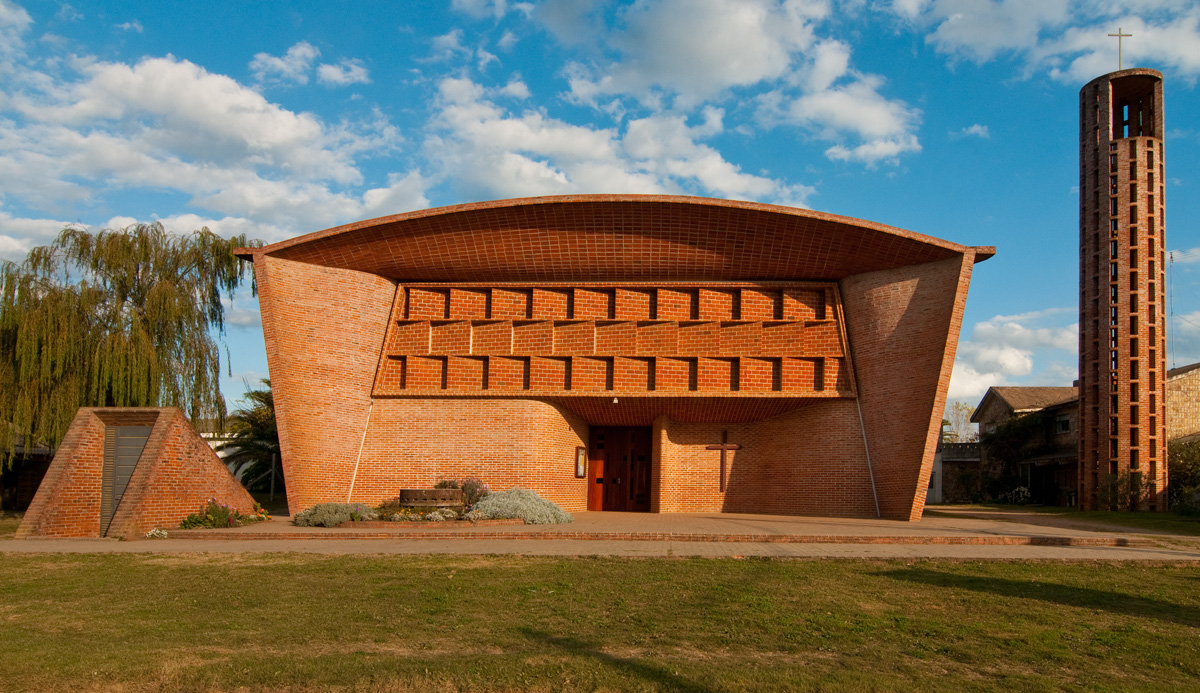
La Iglesia del Cristo Obrero en Atlántida fue declarada Patrimonio de la Humanidad por la UNESCO en reconocimiento de su técnica constructiva.

La técnica constructiva de la cerámica armada o cerámica estructural, creada y desarrollada por el ingeniero uruguayo Eladio Dieste, consiste en la colocación de armaduras de acero en la unión de las hileras de ladrillo. El comportamiento de las hiladas de ladrillo armado, es semejante al de una viga de concreto armado. El descubrimiento de este sistema constructivo, así como su desarrollo, introducción y utilización le debió al ingeniero Dieste el reconocimiento mundial de la Unesco y la comunidad internacional. Su obra es objeto de estudio en distintas universidades y lo llevó a recibir el título de arquitecto honorario, siendo el único en poseerlo en Uruguay.

## Descripción

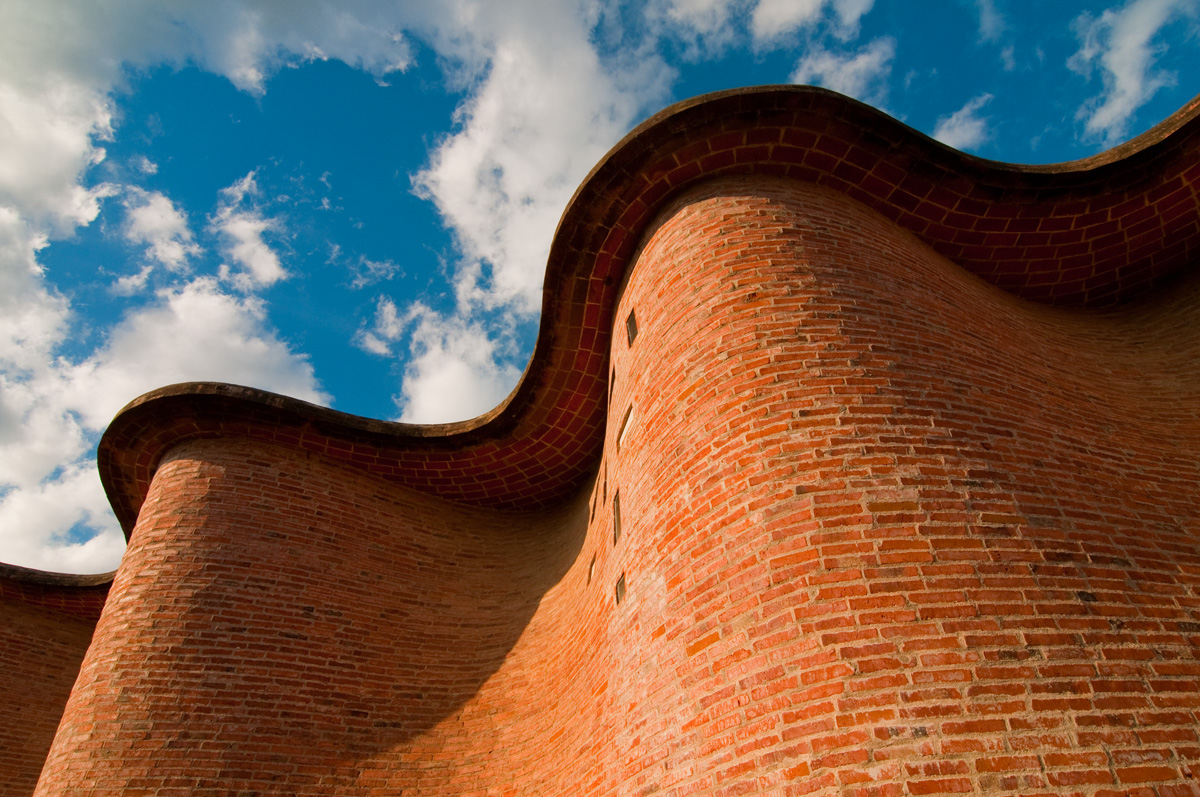
El muro de cerámica armada cumple una función estructural sosteniéndose a sí mismo y al techo sin vigas ni columnas.

Este sistema constructivo consigue diseñar finas láminas a partir de la combinación de ladrillo, hierro y mortero, las que se construyen sobre un encofrado móvil. La base de estas superficies es el diseño; se trata de estructuras capaces de resistir las solicitaciones que se ejercen sobre ellas gracias a su forma y no a su masa, lo que conlleva un requerimiento menor de materiales.
El número de hiladas en las que se coloca la armadura es en función de la luz que se debe vencer. Al mortero de estas hiladas de ladrillos se le incrementa la dosificación de cemento. La armadura colocada debe ser de una aleación resistente a la corrosión.
Este tipo de construcciones tuvo mucha aceptación porque permiten mayor liviandad, prefabricación y sistematización en la repetición de sus componentes, con costos competitivos para el mercado.